# Désandans
Désandans és un municipi francès situat al departament del Doubs i a la regió de Borgonya - Franc Comtat. L'any 2007 tenia 715 habitants.

## Demografia

### Població
El 2007 la població de fet de Désandans era de 715 persones. Hi havia 223 famílies de les quals 32 eren unipersonals (4 homes vivint sols i 28 dones vivint soles), 77 parelles sense fills, 106 parelles amb fills i 8 famílies monoparentals amb fills.
La població ha evolucionat segons el següent gràfic:
Habitants censats

### Habitatges
El 2007 hi havia 232 habitatges, 219 eren l'habitatge principal de la família, 4 eren segones residències i 9 estaven desocupats. 208 eren cases i 23 eren apartaments. Dels 219 habitatges principals, 180 estaven ocupats pels seus propietaris, 30 estaven llogats i ocupats pels llogaters i 8 estaven cedits a títol gratuït; 1 tenia una cambra, 7 en tenien dues, 19 en tenien tres, 43 en tenien quatre i 148 en tenien cinc o més. 190 habitatges disposaven pel capbaix d'una plaça de pàrquing. A 71 habitatges hi havia un automòbil i a 135 n'hi havia dos o més.

### Piràmide de població
La piràmide de població per edats i sexe el 2009 era:
| Homes | Edats   | Dones |
| ----- | ------- | ----- |
| 0     | 95 o +  | 4     |
| 0     | 90 a 94 | 12    |
| 12    | 85 a 89 | 20    |
| 0     | 80 a 84 | 0     |
| 12    | 75 a 79 | 24    |
| 12    | 70 a 74 | 4     |
| 4     | 65 a 69 | 20    |
| 12    | 60 a 64 | 8     |
| 4     | 55 a 59 | 4     |
| 20    | 50 a 54 | 12    |
| 32    | 45 a 49 | 44    |
| 12    | 40 a 44 | 24    |
| 16    | 35 a 39 | 16    |
| 20    | 30 a 34 | 20    |
| 12    | 25 a 29 | 16    |
| 12    | 20 a 24 | 4     |
| 44    | 15 a 19 | 12    |
| 16    | 10 a 14 | 28    |
| 8     | 5 a 9   | 12    |
| 20    | 0 a 4   | 16    |

## Economia
El 2007 la població en edat de treballar era de 410 persones, 317 eren actives i 93 eren inactives. De les 317 persones actives 305 estaven ocupades (162 homes i 143 dones) i 12 estaven aturades (5 homes i 7 dones). De les 93 persones inactives 23 estaven jubilades, 44 estaven estudiant i 26 estaven classificades com a «altres inactius».

### Ingressos
El 2009 a Désandans hi havia 221 unitats fiscals que integraven 596 persones, la mediana anual d'ingressos fiscals per persona era de 20.245,5 €.

### Activitats econòmiques
Dels 12 establiments que hi havia el 2007, 1 era d'una empresa alimentària, 1 d'una empresa de fabricació d'altres productes industrials, 3 d'empreses de construcció, 3 d'empreses de comerç i reparació d'automòbils, 1 d'una empresa de transport, 1 d'una empresa d'hostatgeria i restauració, 1 d'una empresa financera i 1 d'una empresa immobiliària.
Dels 4 establiments de servei als particulars que hi havia el 2009, 1 era un paleta, 1 fusteria, 1 lampisteria i 1 restaurant.
L'únic establiment comercial que hi havia el 2009 era una fleca.
L'any 2000 a Désandans hi havia 4 explotacions agrícoles.

## Poblacions més properes
El següent diagrama mostra les poblacions més properes.